# Італо Звево
Іта́ло Зве́во (італ. Italo Svevo, власне Арон Етторе Шміц, 19 грудня 1861, Санто-Стефано-Бельбо — 13 вересня 1928, Мотта-ді-Лівенца) — італійський письменник, відомий як прозаїк, автор романів та оповідань, а також драматург та есеїст.

## Біографія
Етторе Шміц, майбутній письменник Італо Звево, народився у ніч з 19 на 20 грудня 1861 року в Трієсті (тоді Австро-Угорщина) в заможній єврейській родині, п'ятим з восьми дітей. Батько, Франц (Франческо) Шміц (1829–1892), комерсант, був родом з Трансільванії, але переселився в Трієст з Німеччини; мати, Аллегра Моравіа (1832–1895), була уродженкою Трієста.
1874 року Етторе разом з братами Адольфо та Еліо поїхав на навчання до Німеччини. Брати проживали й училися в інтернаті містечка Зегніц, що знаходиться неподалік Вюрцбурга у Баварії. Батько сподівався, що його сини також оберуть кар'єру комерсанта, й знання німецької мови може їм добре прислужитися. І справді, Етторе за короткий час досконало опанував німецьку мову, проте його захопила не стільки комерція, скільки німецька філософія, особливо філософська концепція Артура Шопенгауера. 1876 року він повернувся до Трієста, де закінчив навчання в Інституті Паскуале Револьтелла. З 1880 року працював у місцевому відділенні Віденського Банку Уніон. Одночасно співпрацював з газетою «Л'Індепенденте», де під псевдонімом E. Samigli публікував нариси та рецензії.
1888 року було опубліковане перше оповідання Італо Звево «Una lotta» («Боротьба»), а 1892 — перший роман «Una vita» («Життя»), який проте не мав успіху ні у критики, ні у публіки. 1896 року одружився зі своєю кузиною Лівією Венеціані, 1897 року у подружжя народилася дочка Летиція. 1898 року Звево надрукував другий роман, «Senilità» («Старість»), але і він залишився непомічений. Після того, як Звево покинув службу в банку, він приєднався до фірми свого тестя й майже закинув літературну діяльність.
1907 року він відвідував курси англійської мови, де викладав ірландський письменник Джеймс Джойс, який надихнув його на написання нового роману. Проте робота над романом почалася лише 1919 року, після того, як Італо Звево ознайомився з психоаналізом З.Фрейда, який мав великий вплив на всю його подальшу творчість. Італо Звево навіть переклав італійською працю Фрейда «Тлумачення сновидінь». 
Роман «Самопізнання Дзено» вийшов друком 1923 року, і також спершу залишився непоміченим, проте справив велике враження на Джеймса Джойса, який на той час мешкав у Парижі. Джойс захопив творчістю Звево письменника й літературного критика Валері Ларбо, й таким чином було заплановано видати французький переклад останнього роману Італо Звево. Тим часом у спеціальному числі французького часопису «Срібний корабель» (Le Navire d'Argent) з'явилися уривки з творів Звево, які були з захоплення зустрінуті публікою й критиками. Таким чином, через Францію до Італо Звево невдовзі прийшло визнання і на батьківщині.
12 вересня 1928 року, коли Італо Звево з родиною повертався з курорту Борміо в Ломбардії, він потрапив в автомобільну аварію й був важко поранений. Помер наступного дня в лікарні містечка Мотта ді Лівенца (пров. Тревізо).

## Вибрані твори

### Романи
- Una Vita (1892).
- Senilità (1898, екранізований в 1962 і 1985).
- La coscienza di Zeno (1923, екранізовано 1988 та 2002).
- Il Vecchione (1925–1926, не закінчений).

### Оповідання та повісті
- Assassinio di via Belpoggio (1890, екранізовано 2004).
- La Tribù (1897).
- Una burla riuscita (1926).
- La novella del buon vecchio e della bella fanciulla (1926, повість, екранізовано 1995).
- Argo e il suo padrone (незакінчена новела, опублікована в посмертному збірнику «Corto viaggio sentimentale»)

### П'єси
- Terzetto spezzato (1912, пост. 1927, єдина п'єса письменника, поставлена на сцені за життя).

### Есе
- Saggie e pagine sparse (1954).

### Щоденники та листування
- Corrispondenza con gli amici di Francia (1953).
- Diario per la fidanzata (1962).
- Lettere alla moglie (1963).
- Epistolario (1966).
- Carteggio con James Joyce, Valery Larbaud, Benjamin Crémieux, Marie Anne Comnène, Eugenio Montale, Valerio Jahier (1978).

### Повне зібрання творів
- Tutte le opere. 3 vol./ Mario Lavagetto, ed. Milano: Mondadori, 2004.

## Українські переклади
- Італо Звево, Самопізнання Дзено, переклад з італ. Мар'яни Прокопович, Харків: Фоліо, 2009, 444 с.